# Gustave Douchy
Pour les articles homonymes, voir Douchy.
Gustave Douchy, né le 14 mai 1893 à Bondy et mort le 29 juillet 1943  à Madagascar, est un as de l'aviation français de la Première Guerre mondiale, au cours de laquelle il remporte neuf victoires aériennes homologuées.
Reconverti dans l'aviation civile entre les deux guerres comme pilote d'essai puis de ligne, il rejoint les Forces françaises libres en 1942 mais meurt dans un accident peu après le décollage de son avion l'année suivante.

## Biographie

### Jeunesse
Gustave Augustin Douchy naît le 14 mai 1893 à Bondy où son père exerce la profession de charron et de forgeron. À sa sortie de l'école communale, Gustave est formé par son père au métier de forgeron.

### Première Guerre mondiale
Gustav Douchy commence son service militaire le 27 novembre 1913. Il est affecté à l'aviation, et passe par différentes unités avant d'être affecté à Nancy, en tant que mécanicien sur des avions, le 29 janvier 1914. Le 11 mai 1915, il commence une formation de pilote à la base d'Avord. Le 28 août 1915, il est promu au grade de caporal. Le 24 octobre 1915, il est affecté à l'Escadrille 38. Le 12 novembre 1915, il reçoit le brevet de pilote militaire no 2514 et vole sur Nieuport puis sur SPAD S.XIII. Il est promu au grade de sergent le 21 février 1916.

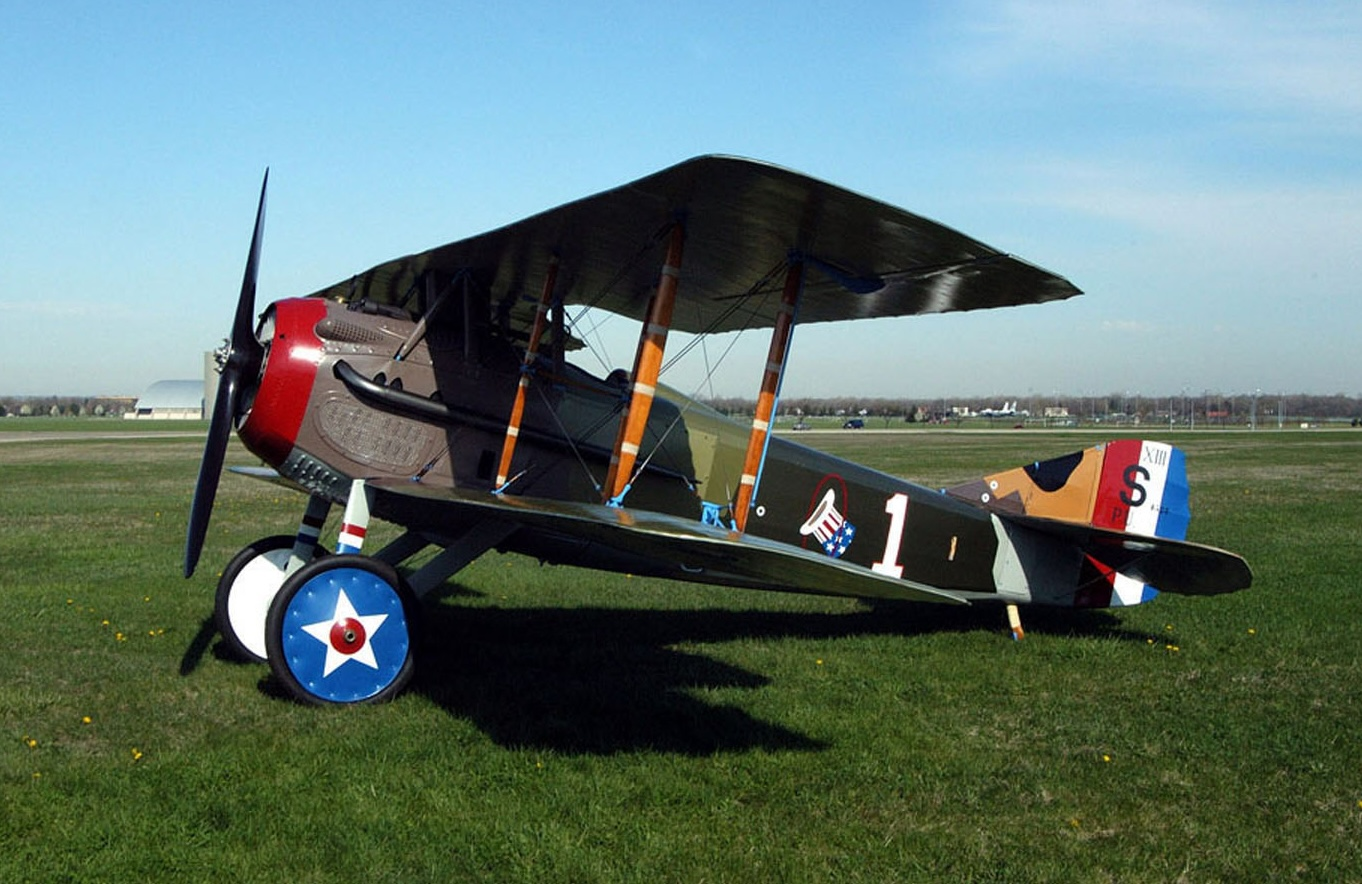
SPAD S.XIII.

Douchy remporte sa première victoire aérienne le 25 juillet 1916, sur un biplan de reconnaissance allemand, suivie d'une autre victoire sur un Albatros le 23 août. Ces deux victoires lui vaudront de recevoir la médaille militaire, le 24 septembre de la même année. Le 21 novembre 1916, il est à nouveau promu, au grade d'adjudant.
Douchy devra attendre le 22 janvier 1917, pour remporter une nouvelle victoire, en abattant un biplan Albatros près de Navarin. Il continue à remporter des victoires jusqu'à son huitième succès qui a lieu le 4 septembre 1917. Il est décoré de la Légion d'honneur le 19 octobre 1917.
Le 6 mars 1918, Douchy remporte sa neuvième et dernière victoire homologuée. Vingt jours plus tard, il est soustrait aux combats et nommé en tant que pilote d'essai. Outre la Légion d'honneur et la Médaille militaire, Douchy termine la Grande Guerre avec la Croix de guerre avec sept palmes et une étoile de vermeil, et sept citations à l'ordre de l'armée.

### Entre deux guerres
Démobilisé, il est employé comme pilote d'essais dans les années 1920, d'abord par la société SEA d'Henry Potez, puis par la société Wibault. Le 23 août 1925, Douchy est fait officier de la Légion d'honneur, avant d'être, plus tard, élevé à la dignité de commandeur. Il se marie en 1929 et devient père de deux filles, en 1930 et 1931.
Durant les années 1930 il devient pilote de ligne à la société Air Orient à Damas, puis à Air France en 1933, cette société nouvellement créée regroupant plusieurs entreprises, dont Air Orient. Il revient en France en 1934 où il s'installe en région parisienne puis à Toulouse) ; il est ensuite affecté au Maroc en 1938.

### Seconde Guerre mondiale

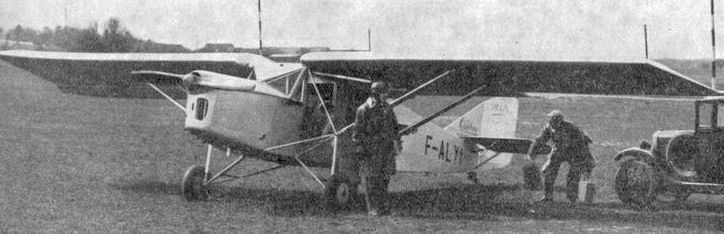
Caudron C.280 « Phalène ».

Lorsque la Seconde Guerre mondiale éclate, il se trouve en Syrie où il va être mobilisé et recevoir le commandement d'une section d'avions estafettes. Démobilisé après l'armistice, c'est en tant que civil qu'il assiste à l'invasion de la Syrie par les troupes anglo-gaullistes en 1941. Il rallie alors les forces aériennes françaises libres, où le 1er février 1942, il est promu au grade de capitaine.
Il meurt dans un accident en vol, alors qu'il se trouve à Madagascar ; le 29 juillet 1943, il décolle du terrain d'Ivato aux commandes d'un Caudron C.280 « Phalène » mais l'avion s'écrase au sol peu après. Les causes de cet accident restent inconnues ; un problème technique semblant peu probable, une erreur humaine ou un malaise sont privilégiés. Déclaré « mort pour la France », Douchy est inhumé à Tananarive avant que ses cendres ne soient transférées au cimetière de Sèvres.

## Distinctions
- Ordre national de la Légion d'honneur :
  -  chevalier (1917)[6] ;
  -  officier (1924)[6] ;
  -  commandeur (1938)[10] ;
- Médaille militaire (1916)[4] ;
- Croix de guerre 1914-1918 avec étoile de vermeil et sept palmes (1918)[4].